# Адамс (округ, Пенсільванія)
Шаблон:StateAbbr_ 39°52′ пн. ш. 77°13′ зх. д. / 39.87° пн. ш. 77.22° зх. д.
Округ Адамс (англ. Adams County) — округ (графство) у штаті Пенсільванія, США. Ідентифікатор округу 42001.

## Історія
Округ утворений 22 січня 1800 року з частини округу Йорк.

## Демографія
За даними перепису
2000 року
загальне населення округу становило 91292 осіб, зокрема міського населення було 36177, а сільського — 55115.
Серед мешканців округу чоловіків було 44787, а жінок — 46505. В окрузі було 33652 домогосподарства, 24777 родин, які мешкали в 35831 будинках.
Середній розмір родини становив 3,02.
Віковий розподіл населення поданий у таблиці:
| Стать    | До 15 років | 15-21 | 22-29 | 30-39 | 40-49 | 50-65 | 65-85 | Понад 85 |
| -------- | ----------- | ----- | ----- | ----- | ----- | ----- | ----- | -------- |
| Чоловіки | 9525        | 4855  | 4104  | 6815  | 7075  | 7005  | 4949  | 459      |
| Жінки    | 9297        | 4573  | 3957  | 7016  | 7165  | 7249  | 6151  | 1097     |

## Суміжні округи
- Камберленд — північ
- Йорк — схід
- Керролл, Меріленд — південний схід
- Фредерік, Меріленд — південний захід
- Франклін — захід

## Виноски
1. ↑  U.S. Decennial Census. United States Census Bureau. Архів оригіналу за 26 квітня 2015. Процитовано 4 березня 2015.
2. ↑  Historical Census Browser. University of Virginia Library. Архів оригіналу за 11 серпня 2012. Процитовано 4 березня 2015.
3. ↑  Forstall, Richard L., ред. (27 березня 1995). Population of Counties by Decennial Census: 1900 to 1990. United States Census Bureau. Архів оригіналу за 20 березня 2015. Процитовано 4 березня 2015.
4. ↑  Census 2000 PHC-T-4. Ranking Tables for Counties: 1990 and 2000 (PDF). United States Census Bureau. 2 квітня 2001. Архів оригіналу (PDF) за 18 грудня 2014. Процитовано 4 березня 2015.
5. ↑  State & County QuickFacts. United States Census Bureau. Архів оригіналу за 6 червня 2011. Процитовано 16 листопада 2013. [Архівовано 2011-06-06 у Wayback Machine.](англ.) Наведено за англійською вікіпедією.
6. ↑  American FactFinder. Бюро перепису населення США. Архів оригіналу за 26 лютого 2012. Процитовано 31 січня 2008. [Архівовано 2008-05-21 у Wayback Machine.]

| США | Це незавершена стаття з географії США. Ви можете допомогти проєкту, виправивши або дописавши її. |